# 4442 Garcia
A 4442 Garcia (ideiglenes jelöléssel 1985 RB1) a Naprendszer kisbolygóövében található aszteroida. A Spacewatch projekt keretében fedezték fel 1985. szeptember 14-én.